# Geopark Țara Hațegului

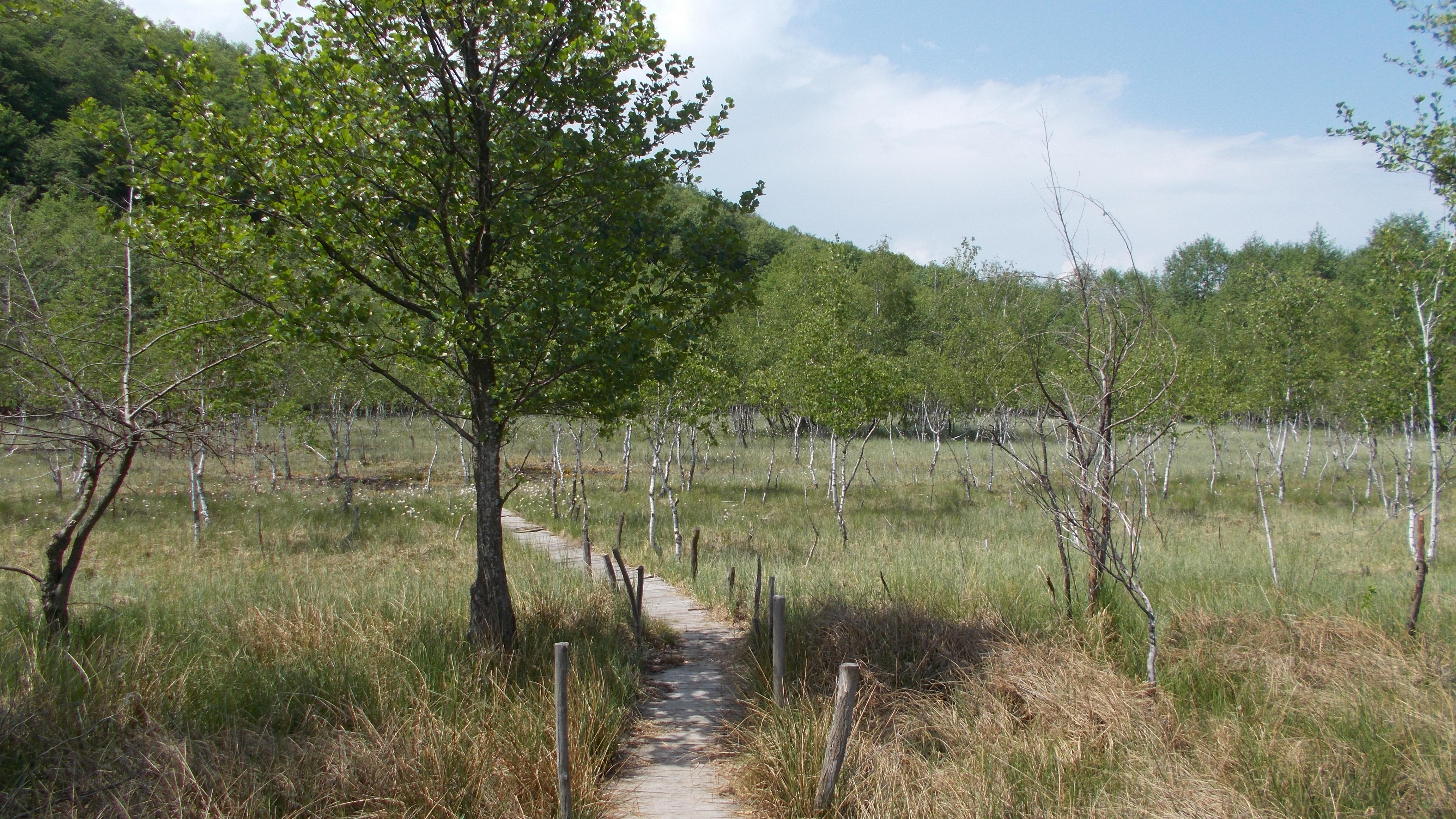

Geopark Țara Hațegului (Roemeens: Geoparcul Dinozaurilor „Țara Hațegului”) is een natuurpark in Roemenië en een  Unesco-geopark in Roemenië. Het park is 102,392 hectare groot en werd opgericht in 2004. Het natuurpark grenst aan het Nationaal Park Retezat en omvat venen en vindplaatsen van dinosaurusresten.